# Ziano di Fiemme
Ziano di Fiemme – miejscowość i gmina we Włoszech, w regionie Trydent-Górna Adyga, w prowincji Trydent.
Według danych na rok 2018 gminę zamieszkiwały 1742 osoby, 49,8 os./km².